# 释宽能
释宽能（1895年—1989年），俗姓龙，名六纬，法号妙虚，女，广西临桂人，中国佛教僧人，曾任中国佛教协会常务理事。